# Isola Thurston
L'isola Thurston (in inglese Thurston Island) è un'isola antartica.
Localizzata ad una latitudine di 72° 06′ S ed una longitudine di 99° 00′ W, si trova poco al largo della Terra di Ellsworth. Coperta interamente dai ghiacci, l'isola è lunga 215 km e larga 90, per una superficie complessiva di oltre 15700 km² ed è quindi la terza isola più vasta dell'Antartide, dopo l'Isola Alessandro I e l'Isola Berkner.
L'isola separa il mare di Bellingshausen, a est, dal mare di Amundsen, a ovest, ed è separata dalla terraferma per mezzo dello stretto Peacock, che risulta essere completamente occupato dalla parte occidentale della piattaforma di ghiaccio Abbot, la quale quindi costeggia l'intero fronte meridionale dell'isola.

## Storia
L'isola Thurston venne scoperta durante una ricognizione aerea del contrammiraglio Byrd il 27 febbraio 1940 ed intitolata a W. Harris Thurston, un produttore tessile di New York sponsor della spedizione.
Originariamente creduta una penisola, il luogo venne definitivamente riconosciuto come un'isola soltanto nel 1960.